# Тешила
Тешила (рум. Teșila) — село у повіті Прахова в Румунії. Адміністративний центр комуни Валя-Дофтаней.
Село розташоване на відстані 100 км на північ від Бухареста, 47 км на північний захід від Плоєшті, 40 км на південь від Брашова.

## Населення
За даними перепису населення 2002 року у селі проживали 4308 осіб, з них 4307 осіб (> 99,9%) румунів. Рідною мовою 4307 осіб (> 99,9%) назвали румунську.